# Yōko Takahashi (chanteuse)
Yōko Takahashi (高橋 洋子, Takahashi Yōko) est une chanteuse japonaise née le 28 août 1966, notamment connue dans le monde des animes pour ses génériques sur Evangelion, Pumpkin Scissors et Shakugan no Shana.

## Discographie
- A cruel Angel’s Thesis (générique de Neon Genesis Evangelion)